# Studienplatz
Die Anzahl der Studienplätze in einem bestimmten Fach einer Hochschule ergibt sich aus der personellen, sächlichen und räumlichen Ausstattung eines Studienfachs an einer Hochschule, die für ein ordnungsgemäßes Studium dort vorhanden ist.
Die Studienplatz-Kapazitäten für ein Studienfach werden von der jeweiligen Hochschule nach bestimmten Formeln und Berechnungsfaktoren ermittelt. In diese Kapazitätsberechnung fließen die vorhandenen Personalmittel (verfügbares Lehrpersonal), die sächliche (Labore, Werkstätten, Bibliotheken, PC-Arbeitsplätze etc.) und die räumliche Ausstattung (z. B. Hörsäle, Seminarräume) eines Studienfachs ein. Diese Kapazitätsberechnung ergibt die Anzahl der Studenten, denen die Hochschule in einem Fach angemessene Studienbedingungen gewährleisten kann. Zu diesen Bedingungen gehören genügend Lehrveranstaltungen für alle Studenten, keine überfüllten Hörsäle und Seminarräume, genügend Labor-Arbeitsplätze (z. B. in den Naturwissenschaften), genügend Bibliotheksräume und Prüfer für Klausuren und Abschlussprüfungen.

## Deutschland

### Zulassungsbeschränkungen
In vielen (beliebten) Studienfächern einer Hochschule gibt es zurzeit mehr Bewerber bzw. Studenten als (rechnerisch) Studienplätze vorhanden sind. In diesem Fall können die Hochschulen Zulassungsbeschränkungen beantragen. Ist ein Fach an einer Hochschule zulassungsbeschränkt, nimmt die Hochschule nur so viele Bewerber auf, wie Studienplätze vorhanden sind: Es wird ein Numerus clausus eingeführt.
- Zu den Regelungen für die Vergabe von Studienplätzen in bundesweit bzw. NRW-landesweit zulassungsbeschränkten Fächern siehe SfH.
- Zur Aufnahme eines Studiums bei zulassungsbeschränkten Fächern berät die Studienberatung an Hochschulen.

### Studienplatzbörse
Das neue Recht der Hochschulen und Universitäten, sich ihre Studierenden in den meisten Fächern selbst auszuwählen, hat zu einem organisatorischen Wirrwarr geführt – mit diversen Nachrückerrunden und freibleibenden Studienplätzen. Ein komfortableres Zulassungssystem unter dem Dach der Zentralstelle zur Vergabe von Studienplätzen – kurz ZVS – wird derzeit entwickelt. Es soll bundesweit jedoch erst ab dem Winter 2011/12 einsatzbereit sein.
Bis dahin dienen Studienplatzbörsen als Übergangslösung, um freie Kapazitäten an den Hochschulen zu vermeiden. 90 Prozent der größeren Hochschulen boten laut Bundesbildungsministerin Annette Schavan (CDU) ihre noch freien Studienplätze zum Wintersemester 2009/2010 auf der von der Hochschulrektorenkonferenz (HRK) eingerichteten Studienplatzbörse an. Als Alternative zur HRK-Börse hat sich die ebenfalls bundesweite und kostenlose Studienplatzbörse des Online-Portals studieren.de etabliert.

### Auswahlverfahren
Bislang existieren in Deutschland wenige Eliteuniversitäten, wie es sie etwa in Großbritannien oder in Frankreich gibt. Dies liegt zum einen daran, dass die Universitäten in Deutschland grundsätzlich gesetzlich verpflichtet sind, jedem Inhaber der Allgemeinen Hochschulreife den Zugang zum Erststudium zu gewähren. Dies führt dazu, dass eine leistungsabhängige Auswahl der Studierenden nur dann möglich ist, wenn die Anzahl der Bewerber auf einen bestimmten Studiengang die Anzahl der verfügbaren Studienplätze übersteigt.
Ferner haben die Universitäten, bedingt durch die Einführung der Bachelor- und Masterstudiengänge, zukünftig die Möglichkeit, für alle Masterstudiengänge eigene Zulassungsverfahren einzurichten und somit die Selektion nach Leistung noch weiter zu steigern. Die Verpflichtung, freie Studienplätze leistungsunabhängig aufzufüllen, gilt nur für das Erststudium (Bachelorstudium). Somit wird deutschen Universitäten die Möglichkeit eröffnet, eine Leistungselitenbildung auf Postgraduiertenniveau, unabhängig vom jeweiligen Studienfach und der Bewerberanzahl, in Zukunft zu verwirklichen.
Aus den vorgenannten Gründen und weil in den meisten Fächern ausreichend Studienplätze zur Verfügung stehen, ist die Selektivität deutscher Hochschulen im Allgemeinen gering. Nur wenige Einrichtungen sind exklusiv in dem Sinne, dass sie von vielen Bewerbern nur wenige aufnehmen können. Unter diesen befindet sich z. B. die private Zeppelin Universität (Aufnahmequote: gut 10 %).

## Schweiz
Die Universitäten sind verpflichtet, die Studienplätze bevorzugt mit Bewerbern mit Schweizer Maturitätszeugnis (Matura/Maturität) zu besetzen. Ausländische Studenten, für die etwa 25 Prozent der Plätze reserviert sind, werden über ein Auswahlsystem systematisch ausgewählt.

## Frankreich
Ausgeprägte, nach dem Bedarf ausgerichtete Zugangsbeschränkungen gehören in Frankreich seit der Französischen Revolution zum Bildungssystem. Insbesondere an den von Fachministerien verantworteten Grandes écoles respektive Grands établissements hat die geringe Anzahl an Studienplätzen dazu geführt, dass die Aufnahmekriterien sehr anspruchsvoll sind.

## Vereinigte Staaten
In den USA gibt es keine Eliteuniversitäten im Sinne von „Kaderschmieden“; auch die besten Schulen sind für qualifizierte Bewerber grundsätzlich gleichermaßen offen.
|                                                                             |                                                    | MIT privat | Stanford privat | Harvard privat | Columbia privat | UCLA öffentlich | Stand, Quellen |
| --------------------------------------------------------------------------- | -------------------------------------------------- | ---------- | --------------- | -------------- | --------------- | --------------- | -------------- |
| QS World University Ranking                                                 | QS World University Ranking                        | #1         | #2              | #3             | #16             | #32             | 2018/2019      |
| Zahl der Studierenden                                                       | Bachelor                                           | 4602       | 7083            | 6699           | 8931            | 30.873          | 2018/2019      |
| Zahl der Studierenden                                                       | Master, Professional, Doktorat                     | 6972       | 9437            | 13.120         | 24.101          | 14.074          | 2018/2019      |
| Zahl der Studierenden                                                       | insgesamt                                          | 11.574     | 16.520          | 19.819         | 33.032          | 30.873          | 2018/2019      |
| Durchschnittliche Leistungsdaten der Studierenden                           | SAT                                                | 1531       | 1480            | 1540           | 1580            | 1370            | 2019 2018      |
| Durchschnittliche Leistungsdaten der Studierenden                           | ACT                                                | 35         | 33              | 34             | 34              | 31              | 2019 2018      |
| Durchschnittliche Leistungsdaten der Studierenden                           | GPA                                                | 4,17       | 4               | 4,04           | 4,13            | 3,90            | 2019 2018      |
| Aufnahmequote                                                               | Aufnahmequote                                      | 6,7 %      | 4,4 %           | 4,5 %          | 6,1 %           | 14 %            | 2019 2018      |
| Kosten des Studiums (US$ pro Jahr, ohne Lernmittel und persönlichen Bedarf) | Studiengebühren (Tuition & Fees; Bachelor-Studium) | 51.520     | 52.857          | 51.925         | 59.430          | 13.239          | 2019           |
| Kosten des Studiums (US$ pro Jahr, ohne Lernmittel und persönlichen Bedarf) | Wohnheim und Mensa                                 | 18.720     | 16.433          | 17.682         | 13.644          | 16.625          | 2019           |
| Kosten des Studiums (US$ pro Jahr, ohne Lernmittel und persönlichen Bedarf) | insgesamt                                          | 70.240     | 69.290          | 69.607         | 73.074          | 29.864          | 2019           |

### Selektivität

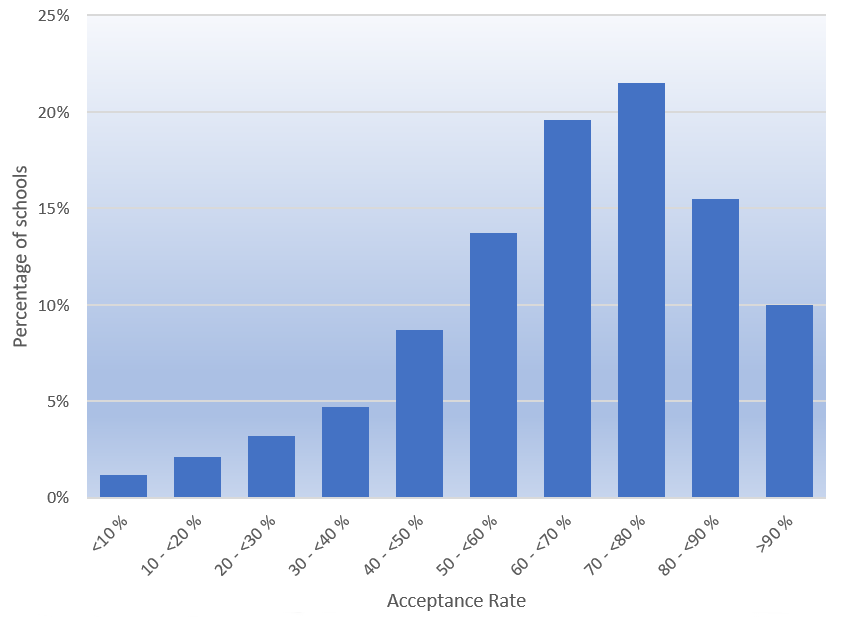
Nur ein kleiner Teil der Hochschulen in den USA ist extrem selektiv.

In den Vereinigten Staaten sind von über 4.200 Hochschulen heute 11 % so selektiv, dass sie von ihren Bewerbern weniger als 40 % aufnehmen. Besonders schwierig sind Studienplätze in Stanford (Aufnahmequote von 4 %), Harvard, Princeton (je 5 %), Columbia, Yale (je 6 %), Caltech, MIT und der University of Chicago (je 7 %) zu ergattern. Auch öffentliche Hochschulen sind mehr oder weniger selektiv (UCLA: 14 %, UC Berkeley: 15 %). In ihrer Gesamtheit sind die Hochschulen in den USA jedoch weitaus weniger selektiv, als Medienberichte wie z. B. über Operation Varsity Blues gelegentlich suggerieren. Viele Hochschulen, die im nationalen Ranking Spitzenpositionen einnehmen, weisen eine relativ geringe Selektivität auf. Johns Hopkins z. B. hat eine Acceptance Rate von 12,8 %. Weitere Beispiele: Notre Dame (18,9 %), University of Michigan in Ann Arbor (23,0 %), Wake Forest (28,0 %). Auch unter den Schulen, deren Absolventen die höchsten durchschnittlichen Anfangsgehälter gezahlt werden, befinden sich viele, die nicht extrem selektiv sind, wie Carnegie Mellon (22,2 %), Stevens Institute of Technology (43,9 %) und Colorado School of Mines (49,2 %).

### Faktoren des Zugangs
Leistung
Wichtigste Voraussetzung, um in sehr selektiven Schulen angenommen zu werden, sind außer einem exzellenten Abschneiden bei den einschlägigen Leistungstests SAT und ACT außergewöhnlich gute Schulnoten (GPA) und eine herausragende Schriftform der Bewerbung. Sportler z. B. werden gern angenommen, wenn sie bereits an Olympischen Spielen teilgenommen haben. Da viele Hochschulen über ihre Sportprogramme erhebliche Einnahmen erwirtschaften, werden Spitzensportler dort bevorzugt angenommen.
Studiengebühren

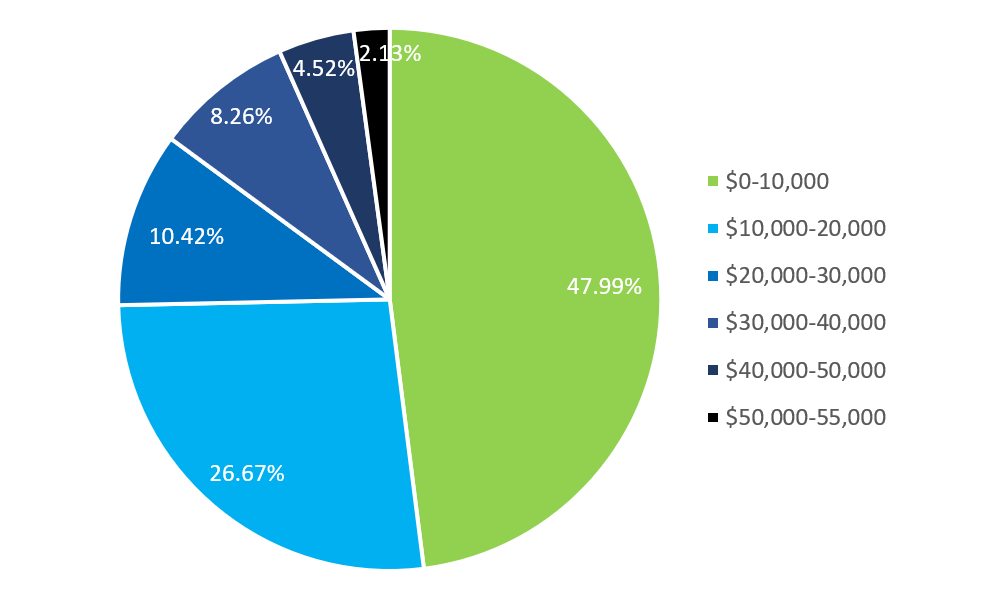
Nur ein Viertel aller Hochschulen berechnet Studiengebühren von mehr als 20.000 US$ pro Jahr.

Weiterhin sind viele Hochschulen durch ihre sehr hohen Studiengebühren selektiv. Extrem teuer ist z. B. Columbia (im Jahre 2019 59.430 US$ pro Jahr, ohne Kosten für Unterkunft und Verpflegung). Das Studium an einer Privathochschule ist in der Regel teurer als das an einer öffentlichen Einrichtung. Jedoch erheben auch die öffentlichen Hochschulen Studiengebühren von bis zu 18.192 US$ (University of Pittsburgh), während umgekehrt die preiswerteste private Hochschule (Brigham Young University) nur 5.790 US$ pro Jahr berechnet. Die hohen Studiengebühren erklären sich vor allem daher, dass der Staat vergleichsweise wenig Geld zuschießt. Für Einzelheiten der Hochschulfinanzierung siehe Tertiärer Bildungsbereich in den Vereinigten Staaten#Finanzierung.
Hochbegabte können Stipendien erhalten, die die Kostenlast zwar nicht beseitigen, aber etwas mildern, und Familien mit geringem Einkommen können in vielen Fällen Financial Aid in Anspruch nehmen. Im Schuljahr 2015/2016 haben nur 1,5 % aller Studierenden an vierjährigen Colleges genug Finanzhilfen und Stipendien bekommen, um ihre Studienkosten damit vollständig zu decken („Full Ride“).
Legacy
An manchen Hochschulen werden auch Kinder von Alumni bevorzugt aufgenommen (Legacy Preference, Legacy Admission).